# The Bells of Dublin
A The Bells of Dublin a The Chieftains ír folkzenei együttes 1991-ben megjelent karácsonyi albuma. Az album 14 dala között ünnepélyes karácsonyi dalok, új szerzemények ugyanúgy megtalálhatók, mint egy vidám, karácsonyi egyveleg. A mindvégig ír népzenei hangulatú albumon számos vendégművész is szerepel, többek között Elvis Costello, Marianne Faithfull, vagy narrátorként Burgess Meredith amerikai színész. Az album dalainak felvételei Dublinban, Belfastban, Bostonban és a kaliforniai Topangában készültek, 1991-ben. Az album a 23. helyezést érte el a Rolling Stone magazin legjobb karácsonyi albumok listáján.

## Dalok
A zárójelben a dalban közreműködő művészek
- 1. The Bells of Dublin/Christmas Eve (a dalban a dublini Christ Church Cathedral templom harangja hallható)
- 2. Past Three O'Clock  (The Renaissance Singers)
- 3. St. Stephen's Day Murders (Elvis Costello) (P. Moloney, E. Costello)
- 4. Il Est Né/Ca Berger (Kate and Anna McGarrigle)
- 5. Don Oiche Ud I mBeithil (Burgess Meredith)
- 6. I Saw Three Ships A Sailing (Marianne Faithfull)
- 7. A Breton Carol (Nolwen Monjarret)
- 8. Carols Medley: O the Holly She Bears a Berry/God Rest Ye Merry Gentlemen/The Boar's Head
- 9. The Wexford Carol (Nanci Griffith)
- 10. The Rebel Jesus (Jackson Browne)
- 11. Skyline Jig (P. Moloney)
- 12. O Holy Night (Rickie Lee Jones)
- 13. Medley: 'The Wren! The Wren!'/The Dingle Set - Dance/The Wren in the Furze/A Dance Duet - Reels/Brafferton Village/Walsh's Hornpipe/The Farewell" ("Wren in the Furze" by Kevin Conneff)
- 14. Medley: Once in Royal David's City/Ding Dong Merrily on High/O Come All Ye Faithful" (The Renaissance Singers)